# Rincón de Guayabitos

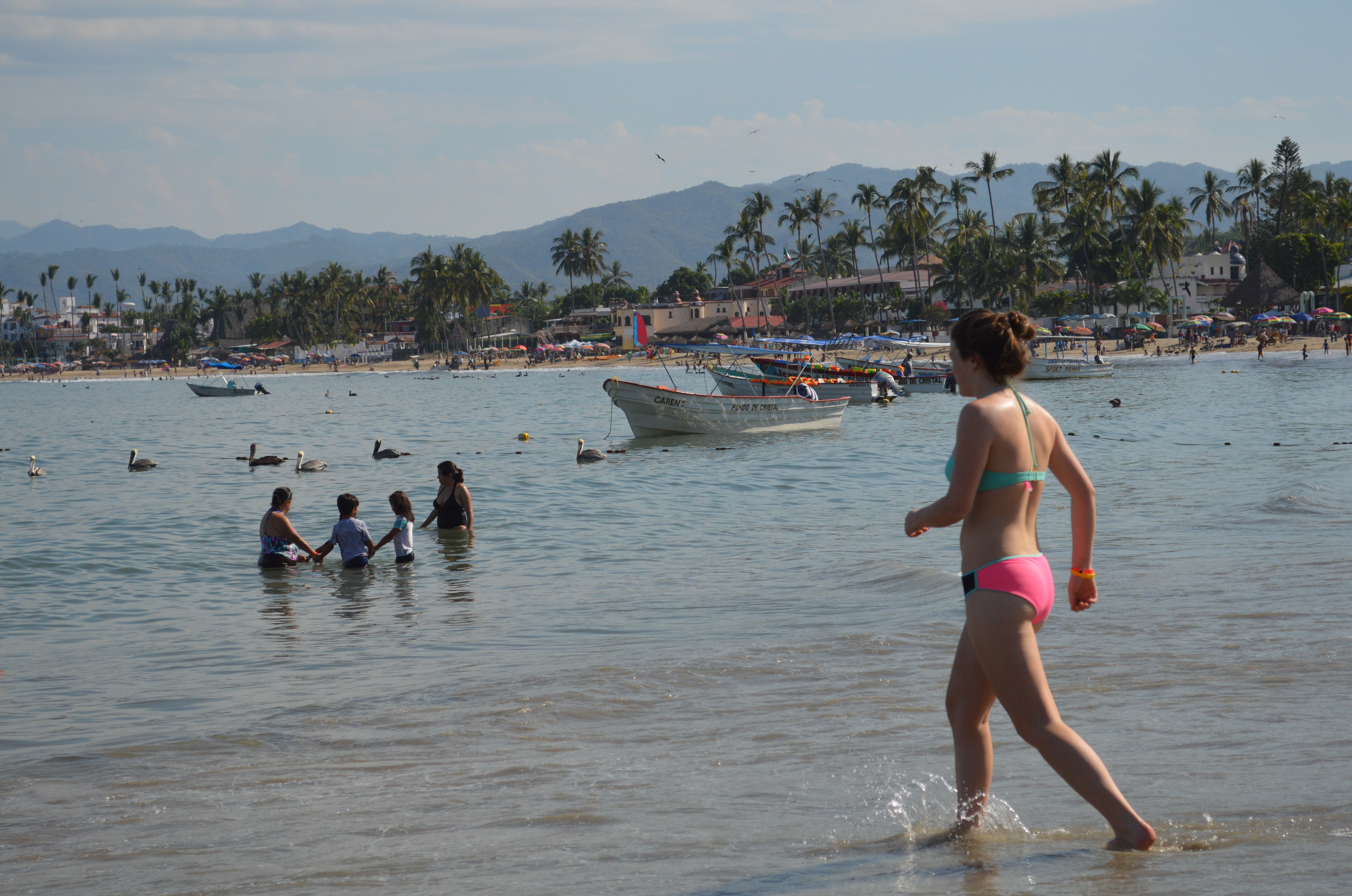
Vista de la playa

Rincón de Guayabitos (también conocido como Guayabitos) es una popular playa localizada en el municipio de Compostela, en el estado de Nayarit, México. La playa se extiende por  un área de 2 km aproximadamente, y es un popular destino turístico gracias a su oleaje gentil y a su cercanía con las ciudades de Tepic y Guadalajara, Jalisco. Sin embargo, su popularidad ha traído problemas como la falta de cuartos de hotel y el comercio informal.

## Atracciones

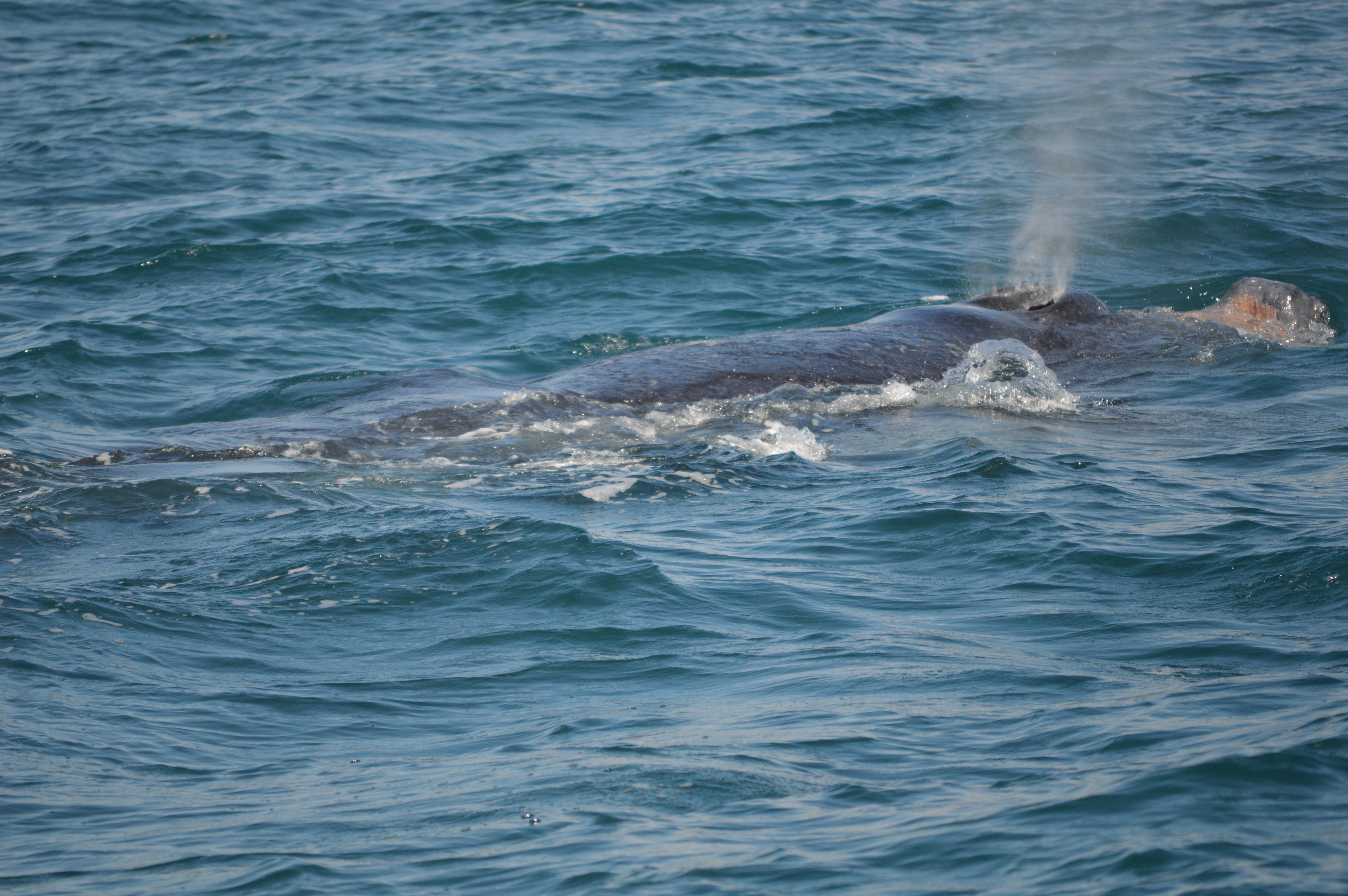
Ballena avistada desde Guayabitos

El Rincón de Guayabitos es un pueblo a las orillas del mar, popular por su oleaje gentil, precios razonables y  ubicación, estando a 98 km de Tepic, la capital del estado, y a 220 km de Guadalajara.  La mayor parte del alojamiento consiste en  cabañas y cuartos de hotel con cocina, ya que se acostumbra a comprar mariscos para cocinar en la playa o en el hotel, la mayoría de los pescado son vendidos durante la mañana, cuando los pescadores regresan con sus productos, que incluyen dorados (Salminus brasiliensis),  y pájaro rojo.
En esta área también se puede nadar, liberar tortugas y avistar ballenas. También hospeda un evento anual llamado "Paraíso del sol 99", organizado por la Universidad de Guadalajara, donde se realizan competencias de bicicleta de montaña y biatlon. Otro evento es el "Acuatlón" donde los participantes corren tres km, nadan uno y corren otros tres km en bicicleta. También se realiza el "Aquathon" donde se nadan 6 km.

## Problemas

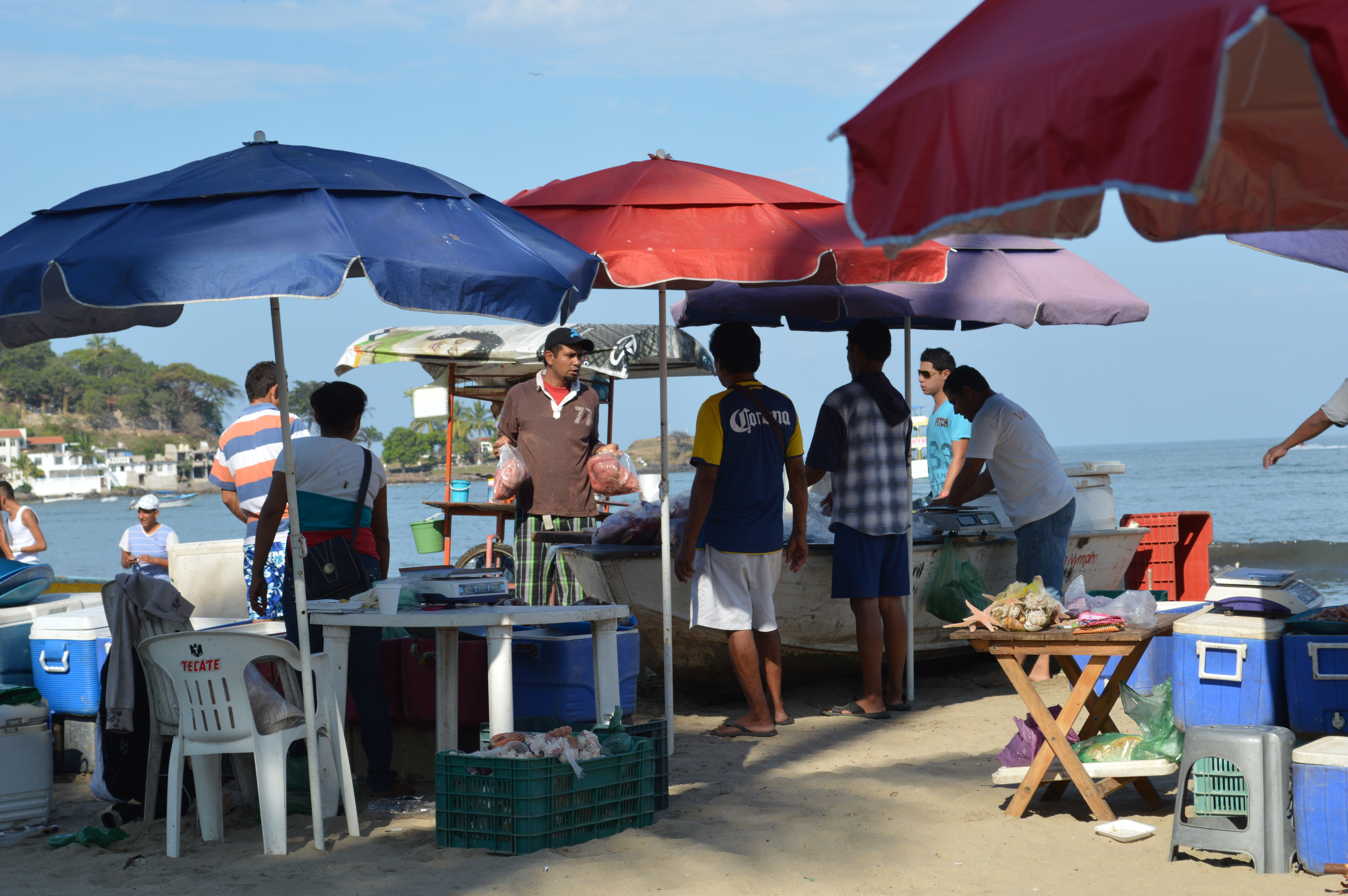
Vendedor vendiendo pescado en la playa

Debido a su proximidad con áreas urbanas y a su popularidad, los hoteles de Guayabitos se pueden llenar con meses de anticipación, con uno de los índices más altos de ocupación hotelera en México, solo por detrás de Manzanillo e Isla Mujeres. Por esta razón también es popular que las familias acampen en la playa, sin embargo hoteles y negocios a lo largo de la playa se quejan de la basura y ruido de los campamentos.
Otro problema es el comercio informal tanto en playas y calles, vendiendo productos como: pescado, jugo, pan de  plátano, leche y demás comida para los turistas. Solo un cuarto de los 1200 vendedores están registrados con las autoridades. En 2014 la comunidad se unió a un programa nacional para ayudar a organizar el comercio en el área de la playa.
- Wikimedia Commons alberga una categoría multimedia sobre Rincón de Guayabitos.